# Ordensspange

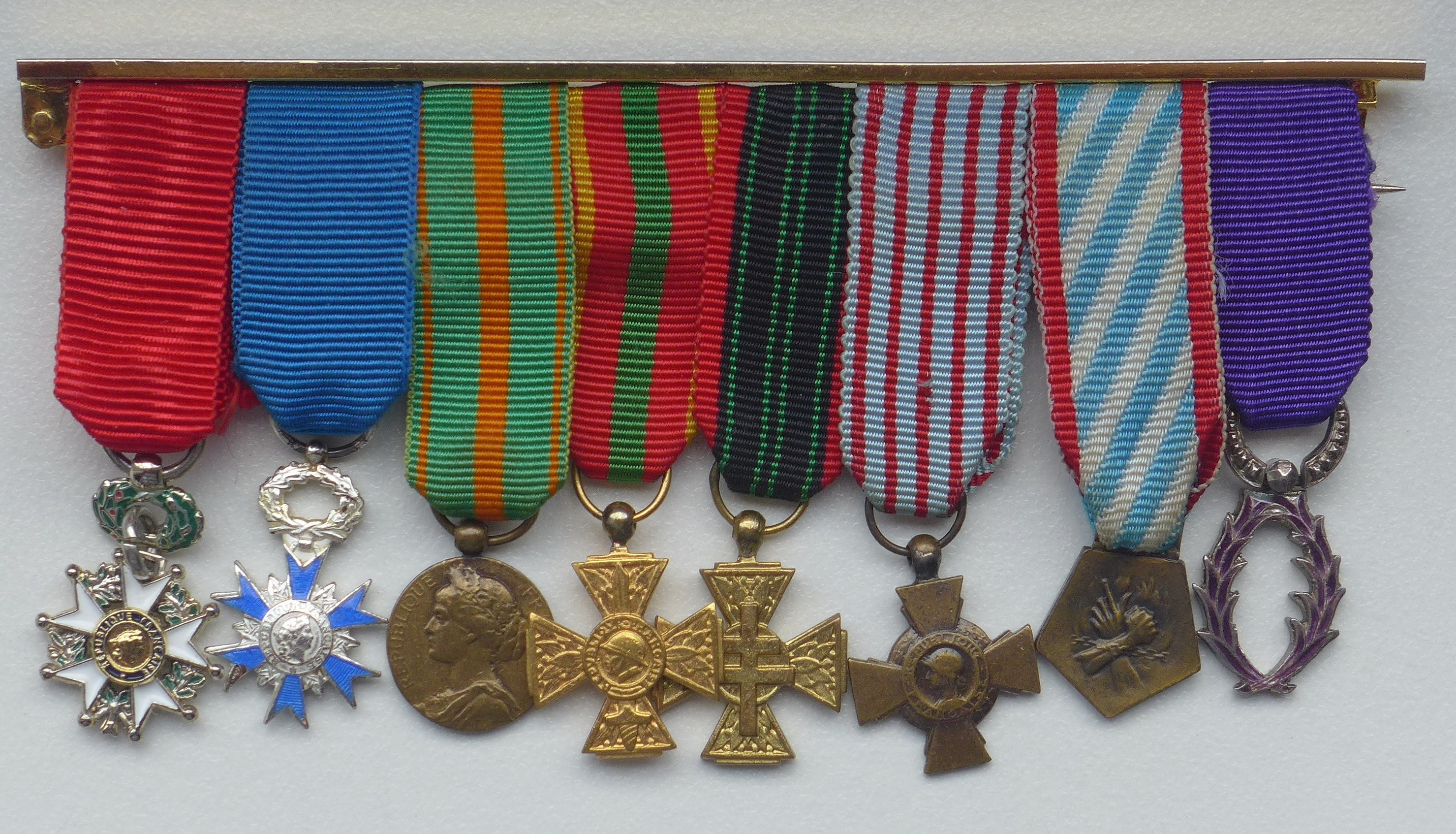
Französische Miniaturordens-Spange von Mélanie Berger-Volle (2019)

Als Ordensspange oder Ordensschnalle werden militärische und nichtmilitärische Orden und Ehrenzeichen getragen, wenn mehrere verliehen wurden.

## Miniaturordensspangen
s. Hauptartikel: Miniaturschnalle
Es gibt auch Ordensspangen aus Miniaturen der originalen Auszeichnungen.

## Bandschnalle
Bei der Bandschnalle, Interimspange, früher auch Feldspange, wird nur das Ordensband nebeneinander angeordnet, teilweise ist hierauf auch eine nochmals verkleinerte Form der Auszeichnung angebracht.

## Frackkette

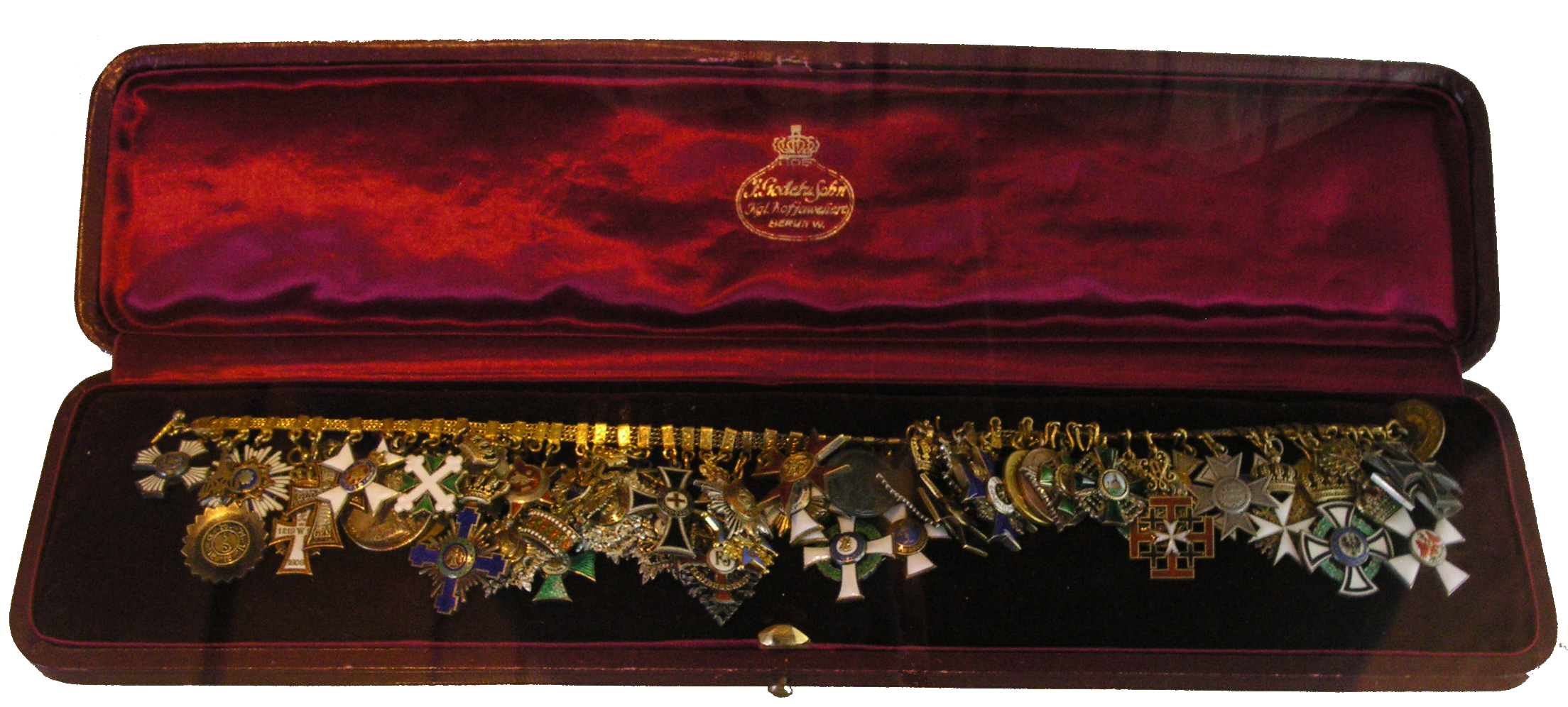
Frackkette von Gustav Krupp von Bohlen und Halbach

Verkleinerte Abzeichen ohne Ordensband werden als Frackkette (auch Ordenskette) an Zivilkleidung getragen.